# Mikhail Varshavski

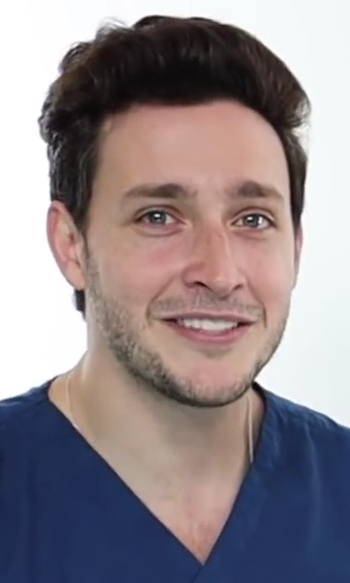
Mikhail Varshavski (November 2020)

Mikhail Varshavski, besser bekannt als Doctor Mike, (russisch Михаил Варшавский; geboren am 12. November 1989 in Saransk, Sowjetunion) ist ein russisch-US-amerikanischer Hausarzt, welcher, vor allem nach seiner Wahl zum Sexiest Doctor Alive, mit seinen Social-Media-Kanälen große Popularität erlangte.

## Privatleben und Ausbildung
Varshavski wurde am 12. November 1989 in Saransk geboren. Seine Familie ist jüdisch. Sein Vater war in Russland ebenfalls Arzt, unter anderem zuständig für das örtliche Polizeiamt. Seine Mutter war Professorin der Mathematik. Varshavski hat eine ältere Schwester und drei Neffen. Im Dezember 1995 emigrierte die Familie in die Vereinigten Staaten. Aufgrund der finanziellen Verhältnisse lebte die Familie zunächst in einem Einzimmerappartement in Brooklyn. Da weder Studium noch Ausbildung seiner Eltern in den USA anerkannt wurden, mussten diese noch einmal von vorn beginnen. So absolvierte der Vater erneut ein Medizinstudium, während die Mutter sich zunächst um die Kinder kümmerte, dann für wenig Geld Fußbodenreinigung betrieb, schließlich aber ihren Master in Mathematik in den USA erneut absolvierte.
Schon während der Highschool bekam er den Spitznamen Doctor Mike, da bereits hier seine Freunde sich an ihn wandten, wenn sie sich beispielsweise im Sportunterricht verletzten, da sie wussten, dass sein Vater Arzt war. Früh war ihm klar, dass er in die Fußstapfen seines Vaters treten wollte.
Im Jahre 2010 verstarb seine Mutter an Leukämie. Es war Varshavski, der im Beisein seiner Schwester und seines Vaters den Ärzten gegenüber äußerte, lebenserhaltende Maßnahmen einzustellen. 
Sein Studium absolvierte er am New York Institute of Technology. Er nahm an einem siebenjährigen Programm teil, welches Biowissenschaften und Medizin kombiniert. Varshavski ist Allgemeinmediziner mit entsprechender Ausbildung und hat eine Zusatzqualifikation zum Osteopathen. Seit 2014 arbeitet er für das Atlantic Health System Overlook Medical Center, aktuell in New Jersey, wo er auch seine Approbation in Familienmedizin erlangte.
Varshavski betreibt zwei erfolgreiche Instagramaccounts für Roxy, eine Husky-Hündin, die er nach dem Tod seiner Mutter seiner Familie gekauft hatte, und Bear, seinen eigenen Hund.
Varshavski war liiert mit Cynthia Olavarria, Miss Puerto Rico Universe 2005, Pia Wurtzbach, Miss Universe 2015, sowie der TV-Moderatorin Jennifer Lahmers. Aktuell ist er in einer Beziehung mit dem kubanischen Model Betsy Alvarez (Stand April 2020).

## Virale Karriere
2012 erstellte Varshavski einen Instagramaccount um sein Leben als Medizinstudent zu dokumentieren. Ihm war vor allem wichtig, anderen Medizinstudenten zu zeigen, dass es auch möglich ist, ein Leben neben dem Studium zu haben.
Während der Schulzeit beschrieb er sich selbst als schüchtern und zurückhaltend, er konnte nicht vor Menschen sprechen und traute sich ebenfalls nicht, Mädchen anzusprechen. Das Buch How to win Friends and Influence People von Dale Carnegie (zu deutsch: Wie gewinne ich Freunde und beeinflusse Menschen) hat ihm geholfen, diese Ängste abzulegen.
2015 publizierte die Internetseite BuzzFeed einen Artikel über Varshavski und nannte diesen You Really Need to see this hot Doctor and his dog, zu deutsch: Diesen heißen Doktor und seinen Hund müssen Sie gesehen haben. Im gleichen Jahr ernannte ihn das People Magazine in seiner Sexiest Man Alive Ausgabe zum Sexiest Doctor Alive. Kurz darauf stieg die Anzahl der Abonnenten seiner Social-Media-Kanälen stark in die Höhe.
2015 gründete er die Stiftung Limitless Tomorrow, welche sich um Stipendien für Studenten kümmert. Eine große Spende generierte er unter anderem dadurch, dass er in Zusammenarbeit mit der Dating-App Coffee Meets Bagel ein Date mit ihm verloste. Knapp 91.000 US-Dollar war dieses Date wert.
Stand September 2022 hatte sein YouTube-Kanal über 10,1 Millionen Abonnenten, denen er jeden Mittwoch (Wednesday Check-Up) und Sonntag die Welt der Medizin, vor allem aber des gesunden Lebens in verständlicher Weise, näher bringt. Sein Instagram-Kanal liegt mit 4,4 Millionen Abonnenten knapp dahinter. Bear (thebearpup) hat 187.000 Abonnenten, Roxy (roxy.husky) 71.100.

## Auszeichnungen
- 2020: Webby Awards in der Kategorie Social in den Unterkategorien Education & Discovery und Health & Fitness[17]